# Bal w Operze (poemat)
Bal w Operze – katastroficzny poemat Juliana Tuwima, przez wielu krytyków oceniany jako arcydzieło XX-wiecznej literatury polskiej oraz najwybitniejsze ówczesne dzieło satyryczne; napisany w 1936, w całości wydany dopiero w 1982 roku.
Przyczyną powstania poematu był ostry sprzeciw Tuwima wobec rodzącego się w latach dwudziestych faszyzmu i sanacji, a według Czesława Miłosza także obrzydzenie zaobserwowanym przez Tuwima zezwierzęceniem współczesnego mu świata, pogoń władzy za „pieniądzem, seksem i obżarstwem”. Dzieło wywołało w swoim czasie kontrowersje w związku z postawieniem obok siebie treści religijnych, czerpanych z Apokalipsy świętego Jana, oraz licznych wulgaryzmów, scen wyuzdania czy moralnego zepsucia. Miłosz sugeruje, że w ten sposób poeta pragnął stworzyć nowoczesną odmianę prowokacyjnych zawołań pierwszych chrześcijan do porzucenia pogańskiego postrzegania czasu jako cyklicznego powrotu tego samego w imię oczekiwania na mesjańskie Wydarzenie. Szczególnie podkreślanym walorem utworu jest warstwa językowa i kompozycyjna; obok fragmentów realistycznych występują zupełnie fantastyczne, często zaś od tonu błazenady i żartu słownego autor przechodzi do ekspozycji przemocy i destrukcji.
Do dziś interpretatorzy Balu w Operze dzielą się na tych, którzy widzą w nim Tuwimowską diagnozę kataklizmu jedynie pewnej formacji polityczno-społecznej, i tych, którzy dopatrują się w nim wizji religijnej ostatecznego upadku świata i człowieka, swoistą „modlitwę do Boga o nieistnienie”.

## Treść
Poemat składa się ze wstępu, który stanowi cytat z Apokalipsy świętego Jana [Ap 18, 4-5] oraz jedenastu rozdziałów, połączonych w dość luźny związek przyczynowo skutkowy i zarys fabuły. Świat przedstawiony rozłożony jest na trzy plany: tytułowy bal, wioskę oraz miasto. Obok scen realistycznych, widocznych zwłaszcza we fragmentach z życia codziennego XX-wiecznej Polski, występują sceny fantastyczne, mityczne wręcz.

## Styl i forma poetycka
U Tuwima sprawa przedstawiała się prościej. Wystąpił on tu jako najwybitniejszy przedstawiciel wzmagającej się w tych latach satyry politycznej (...). Bal w Operze to bardzo ostry – i znakomity, pełen językowej wynalazczości i maestrii, choć miejscami dość wulgarny, pamflet na sanację i na kapitalizm, pamflet ujęty w karykaturalno-groteskową hiperbolę o katastroficznym wymiarze.

Dzieło uznaje się powszechnie za punkt kulminacyjny twórczości Tuwima, który później miał nie pisać już utworów tak wybitnych (choć jest to opinia, a niekoniecznie fakt). Doceniono, iż poeta nie oparł satyry na dydaktycznym pouczeniu, ale na takich środkach jak: inwektywa, wyrazistość przekazu, groteskowy opis, absurd. Inną zaletą utworu jest warstwa leksykalna, w której pojawiają się słowa egzotyczne (egzotyzmy), wulgaryzmy, potocyzmy czy makaronizmy.

Ta właśnie sytuacja: proroctwa typu starotestamentowego, nie – kasandrycznego, odróżnia Bal w Operze od większości innych utworów katastroficznych.